# Source du rêve du tigre
La source du rêve du tigre (chinois : 虎跑泉 ; pinyin : hǔpáo quán ; litt. « source du tigre qui court ») est une source dans le sud-ouest de Hangzhou, province du Zhejiang, en Chine.
L'eau de la source elle-même s'échappe du quartzite et est considérée comme l'une des plus belles de Chine. L'eau est populaire pour infuser des thés, comme la spécialité locale, le thé Long Jing.
La source du tigre qui court est également le lieu de sépulture des moines bouddhistes Ji Gong et Li Shutong.

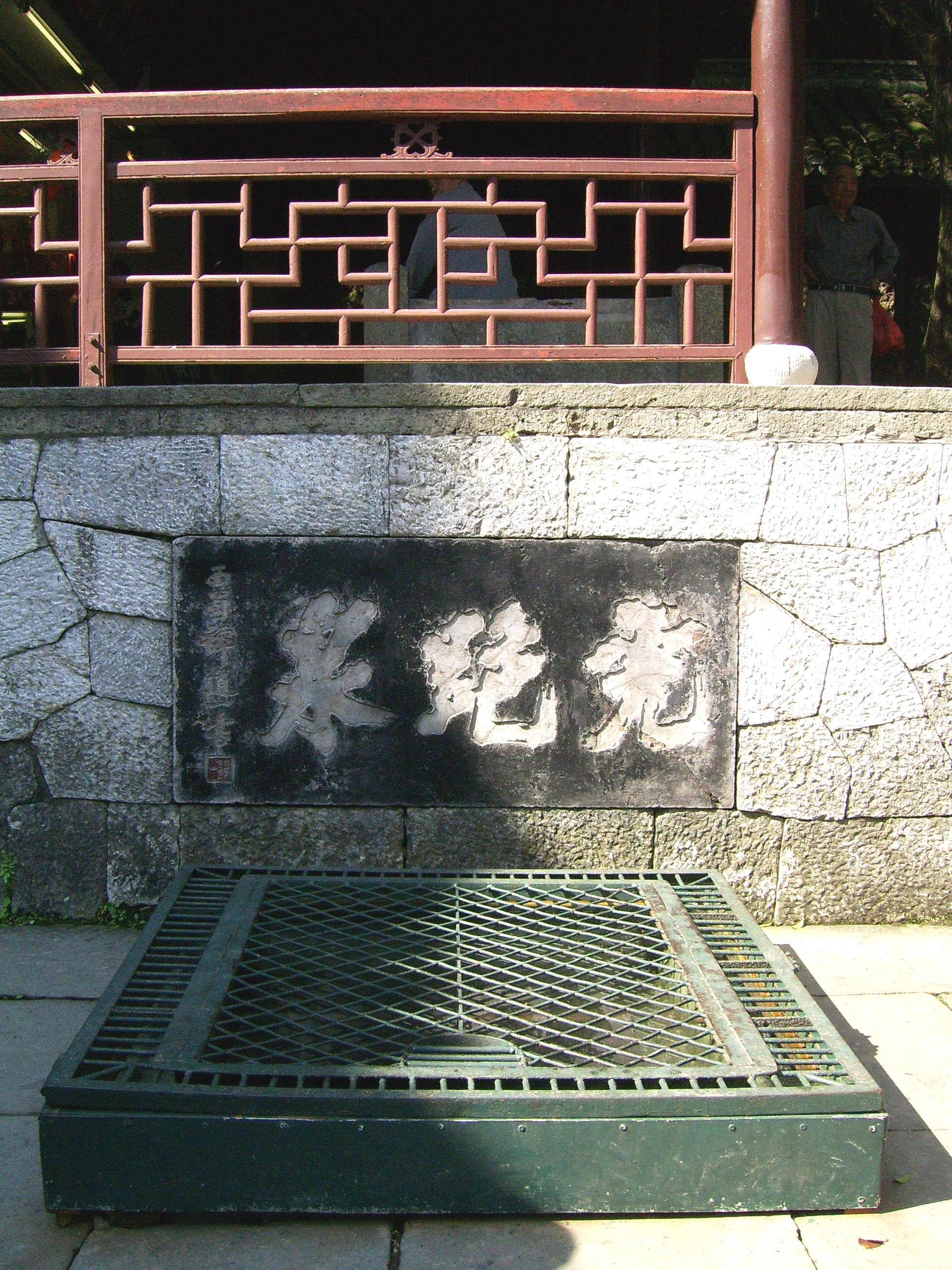
panneau de la source du tigre qui court (虎跑泉, de droite à gauche)

## Dix vues du lac de l'Ouest
La Source du rêve du tigre fait partie de l'ensemble connu comme les Dix vues du lac de l'Ouest (zh) qui réunit dix sites pittoresques représentatifs répartis autour du lac de l'Ouest à Hangzhou. Cette liste de dix sites reprend le principe d'une première liste des dix sites pittoresques du lac de l'Ouest créée sous la dynastie Song du Sud (zh) (1127-1279). Ce principe d'une liste de sites remarquables fut conservé au cours des dynasties, certains sites ajoutés, les noms et emplacements de certains modifiés, leur nombre passant même, sous la dynastie Qing, à dix-huit sites, voire vingt-quatre. Mais parmi eux, les dix paysages transmis sous la dynastie des Song du Sud sont toujours les plus célèbres. En 1985, un groupe d'officiels de Hangzhou se sont réunis pour établir une nouvelle liste, les dix sites nouvellement sélectionnés dénommés « Nouvelles vues du lac de l'Ouest ». Cette liste fut officiellement annoncée le 22 septembre 1985, la source du rêve du tigre en faisant partie.